# Phonogram Records
Phonogram Inc. – holenderska wytwórnia płytowa, utworzona przez Philips Phonografische Industrie. Firma rozprowadzała globalnie pod swoim szyldem nagrania należące do innych jednostek fonograficznych. Aktualnie prawa do nagrań należących wcześniej do firmy, należą do Universal Music Group, muzycznego holdingu należącego do światowej wielkiej czwórki wytwórni płytowych.
W 1967 roku Phonogram był w posiadaniu 34% holenderskiego rynku muzycznego, będąc tam wówczas najbardziej popularną firmą fonograficzną. To był efekt promocji w tamtejszej telewizji, dzięki której wielu uznanych muzyków podpisało kontrakt z wytwórnią, m.in. – Van Morrison, Cat Stevens, The Rolling Stones, John Mayall, Manfred Mann, Tom Jones, The Troggs, The Moody Blues, czy Dave Dee, Dozy, Beaky, Mick & Tich.

## Historia
Nazwa wytwórni po raz pierwszy pojawiła się w latach 1950. W roku 1953 Philips Phonografische Industrie (PPI) założyło NV Phonogram. Firma ta wprowadzała na rynek holenderski wydawnictwa należące do wytwórni London, Philips, Mercury, Fontana oraz Decca. Także działające na rynkach innych państw filie koncernu PPI, dystrybuowały nośniki pod nazwą Phonogramu.
W roku 1962, wszystkie przedsiębiorstwa Phonogramu stały się częścią grupy Grammophon-Philips (GPG). Grupa była wspólnym przedsięwzięciem podmiotów Philips Phonografische Industrie oraz należącego do niemieckiego giganta Siemens, Deutsche Grammophon. Wtedy marka Phonogram nie była używana przy produkcji nagrań. Ten stan zmienił się w roku 1972. Wtedy PPI oraz Deutsche Grammophon oficjalnie połączyły siły, by stworzyć nazwę handlową PolyGram. Philips P. I. NV później wprowadził na rynek nazwę Phonogram International B.V., zostając jednostką zależną PolyGramu. Tym samym w późniejszych latach większość zagranicznych firm nagraniowych Philipsa znane były pod marką Phonogram.
W 1978 roku Phonogram International został objęty kontrolą przez nowo utworzony koncern PolyGram Record Operations. W efekcie 19 podległych Phonogramowi międzynarodowych firm funkcjonowało pod nazwą PolyGram.
Po tym jak w 1995 roku holenderski urząd Benelux Trademarks Office odmówił rejestru nazwy i znaku firmowego firmy "Phonogram", przez co PolyGram postanowił porzucić popularną dotąd markę. W następnych latach pozostałe firmy Phonogramu zostały przemianowane na Mercury Records.